# Gymnastiksal
En gymnastiksal är ett rum där fysiska aktiviteter förläggs. Om den är särskilt utrustad för träning, tävling eller uppvisning i gymnastik kan den kallas gymnastikhall.
I den svenska skolan har gymnastiksalar använts för skolidrott inom ämnen som skolgymnastik och gymnastik. I det reviderade skolämnet idrott och hälsa är det istället vanligt med en idrottssal eller en idrottshall där det även finns möjlighet att utöva andra idrotter, inomhussporter och lekar. Gymnastiksal eller gympasal förekommer dock fortfarande i språket även för dessa lokaler, särskilt i informella sammanhang.

## Bildgalleri

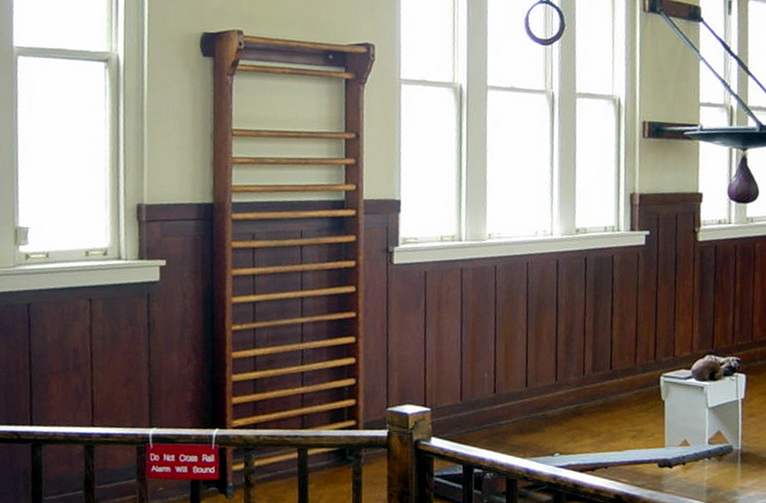
Ribbstol i gymnastiksal.
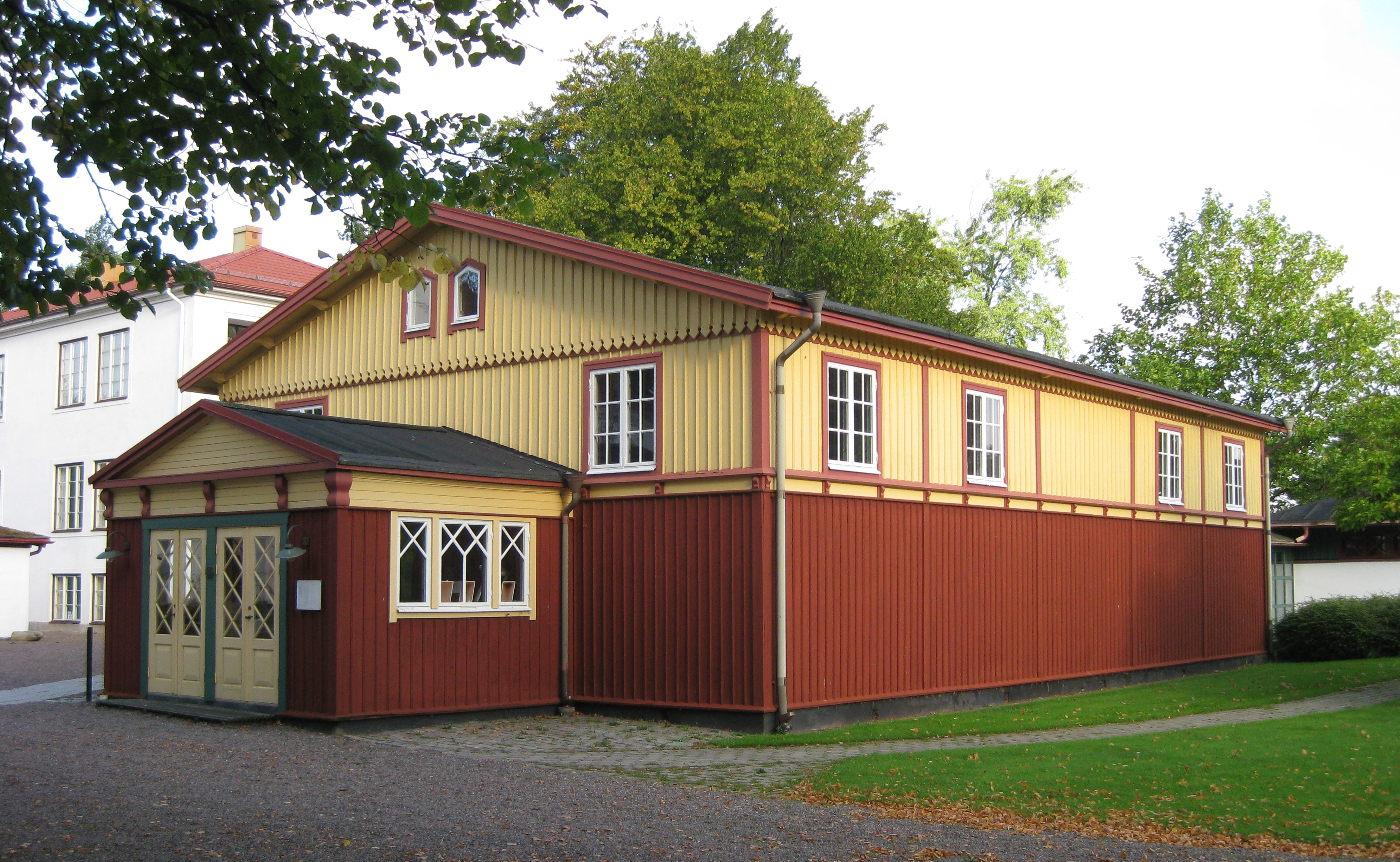
Folkhögskolan Hvilans byggnadsminnesskyddade gymnastiksal.